# William Spenser
Pour les articles homonymes, voir Spenser (homonymie).
William Spenser, né à Gisburn dans le Yorkshire et mort à York le 15 juin 1598 est un prêtre catholique anglais arrêté et exécuté sous le règne d'Élizabeth Ire. 

## Biographie
William Spenser est né dans une famille passée à l'anglicanisme. En 1580 il est diplômé de Trinity college d'Oxford. Il commence alors une carrière d'enseignant dans cette même université. Devenu catholique mais non publiquement il semble avoir usé de son influence de professeur pour convaincre plusieurs de ses étudiants à se faire catholique. En 1582 il quitte Oxford et se rend sur le continent où il se convertit officiellement à la foi catholique et entre au séminaire anglais de Rheims en vue de devenir prêtre. L'année suivante il est ordonné par le Cardinal duc de Guise et en 1584 il retourne en Angleterre. Son activité missionnaire semble porter du fruit. Il convainc non seulement ses parents mais aussi son oncle William Horne, futur prêtre et martyr comme lui, de se faire catholique. Par désir de venir spirituellement en aide aux prisonniers catholiques de la prison de York et connaissant les risques il finit par se rendre aux autorités et est emprisonné. Il est condamné à mort et subit la peine réservée aux traîtres à savoir pendaison, éviscération et écartèlement. Avec lui est exécuté Robert Hardesty, un laïc qui le protégeait et le cachait.
Pour les articles homonymes, voir Hardesty.
L'histoire de Robert Hardesty est indistinctement liée à celle de William Spenser. Catholique, il fait partie d'un réseau mis en place pour protéger prêtres et candidats à la prêtrise catholiques recherchés par les autorités. Il est arrêté alors qu'il logeait et accompagnait William Spencer dans ses voyages. Condamné à mort pour avoir « aidé un prêtre », ce qui était à l'époque d'Élisabeth Ire un crime punissable de mort, il est exécuté par pendaison.

## Leur vénération
Déclarés bienheureux par Jean-Paul II en 1987, William Spenser et Robert Hardesty appartiennent au groupe des Quatre-vingt-cinq martyrs d'Angleterre et de Galles et sont fêtés le 24 septembre. Le nom de William Spenser figure aussi dans la liste des martyrs de Douai.